# بقايا مستعر أعظم 0509-67.5

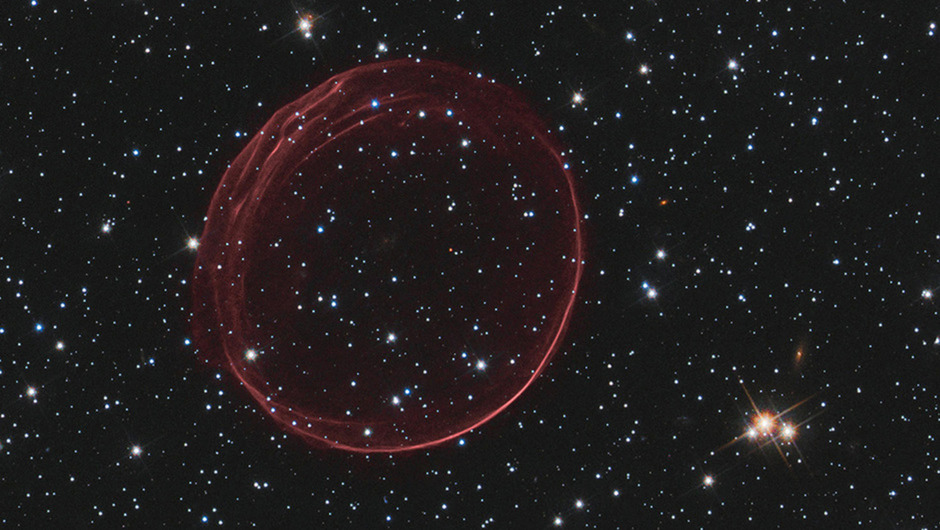
بقايا السوبرنوفا (0509-67.5)

«فقاعة كونية طليقةً بين النجوم»، هذا ما تُظهره الصورة بدقة متناهية، لكنها بالحقيقة، ماهي إلا بصمةٌ لانفجار سوبرنوفا عنيف! يمكن تسميتها بقايا سوبرنوفا، أو بقايا غازية للنجم الذي انفجر.
أُطلق عليها اسم (SNR 0509-67.5) أو اختصاراً (SNR 0509)، تسكن في مجرّة قريبة صغيرة تُدعى «سحابة ماجلان الكُبرى عنّا».
على الأرض، من الممكن أن يكون علماء الفلك في نصف الكرة الجنوبي قد تمكّنوا من رؤية الانفجار قبلَ حوالي 400 سنة، ولكن ولحدّ الآن لم تُؤخذ شهادة عينية بالحسبان.
لاتزال تنمو هذه الفقاعة الغازية ذات العرض البالغ لـ 23 سنة ضوئية، وتتوسّع لما يزيد عن 11 مليون ميل في الساعة (5 آلاف كيلومتر في الثانية)!، ولربما حدثت التموّجات في حافّة الفقاعة (أفضل رؤية لها في الجهة العلوية اليُسرى) بسبب القِطع المتفاوتة للمادة المقذوفة بفعل النجم المنفجر، أو بفعل الالتفاف ضمن الغاز المحيط، والذي تقوم مادة السوبرنوفا بإبعاده سريعاً نحو الخارج.
نشأت الكرة الفلكية هذه بفعل صنف من الانفجارات يُعرف بـ «سوبرنوفا عديم الهيدروجين ذو السيليكون المؤيّن» (Type Ia Supernova)، ويُعدّ هذا الصنف قيّم لقياس المسافات عبر الكون، حيث يُعتقد بامتلاكها سطوعاً أعظميّاً قياسياً عند انفجارها.
يعتقد علماء الفلك بأن الانفجارات من الصنف (Ia) تنتج من تدمير قزم أبيض، والذي هو عبارة عن نواة صغيرة مضغوطة لنجم وحيد متوسط، كان قد نفذَ منه الوقود النووي اللازم للحفاظ على حياته بطاقة عالية.
أحد التفسيرات هو أن القزم الأبيض دُمّر ذاتياً بعدما استفاد من جاذبيته للاستحواذ على المادة من نجم مجاور، جاعلاً منه نجماً غير مستقر وتحت تأثير ضغط شديد، لينفجرا في النهاية. فكرة أخرى هي أن هذا الانفجار نتج عن دمار قزمين أبيضين عند تصادمهما.
للتحقيق في سبب نشوء SNR 0509، درس عالما الفلك برادلي شافير (Bradley Schaefer) وآشلي باغنوتا (Ashley Pagnotta) من جامعة ولاية لوزيانا، البيانات الأرشيفية لتلسكوب هابل المقدّمة من الكاميرا الاستقصائية المتقدّمة (Hubble’s Advanced Camera) للمسوحات والكاميرا واسعة المجال 3 (Wide Field Camera 3)، للبحث عن نجم ناجٍ لازال يُغذّي القزم الأبيض المحكوم بجاذبيته.
على أيّ حال، لم تَقُد مشاهدات هابل لأيّ شيء يُذكر، فلو كان النجم موجودٌ هناك بالفعل، فلابدّ له من الظهور.
يعتقد شافير وبغنوتا بوجود تفسير وحيد ممكن لهذا السوبرنوفا، ألا وهو اصطدام قزمين أبيضين.

## اقرأ أيضا
- مجرة قزمة
- المجموعة المحلية